# Rue des Fossés (Lille)
Pour les articles homonymes, voir Rue des Fossés.
La rue des Fossés est une rue de Lille, dans le Nord, en France. 

## Situation et accès
Cette voie du quartier de Lille-Centre relie la Rue de la Vieille Comédie au square Morisson en passant à l'extrémité de la rue des Molfonds.
La Mairie de quartier de Lille-Centre est située à son extrémité sud en bordure du square Morisson.
La rue est accessible depuis la ligne 1 du métro de Lille en sortant à la station Rihour et en prenant la Rue de la Vieille Comédie ou à la station République - Beaux-Arts légèrement plus éloignée.

## Origine du nom
La rue tire son nom des fossés des anciens jardins du palais des ducs de Bourgogne sur lequel elle a été en partie établie.

## Historique
La rue est ouverte en 1603 sur les anciens jardins du Palais Rihour lors de l’agrandissement de la ville au sud-ouest englobant l’ancien faubourg du Molinel.
Elle est parallèle au canal des Molfonds qui se prolonge au sud-ouest de la rue des Molfonds par le canal des Jésuites. Avant cet agrandissement de 1603, ces canaux  étaient  un tronçon, compris entre la tour de Rihour (qui était située à l'angle de la rue des Fossés et de la Rue de la Vieille Comédie) et la tour de l’Angèle (à l'emplacement de l'actuel square Morisson) au bord de l’ilot Rihour, du fossé de l’enceinte de la ville établie au cours du XIIIe siècle pour englober les paroisses Saint-Maurice et de Saint-Sauveur.
Ce canal souterrain s’écoule à mi-distance de la rue de Béthune et de la rue des Molfonds. A l’extrémité sud de la rue, s’étendait, à l’emplacement de l’actuel square Morisson, l’abreuvoir des Jésuites alimenté par le canal des Jésuites. Le canal et l'abreuvoir tiraient leur nom du collège des Jésuites établi en 1606 le long de l'actuelle Rue de l'Hôpital-Militaire. L'abreuvoir créé lors de l’agrandissement de 1603 qui a reporté l'enceinte au delà de cette rue a été recouvert en 1883.

## Bâtiments remarquables et lieux de mémoire
- La rue piétonne est bordée en partie par des maisons de style classique lillois de la fin du XVIIe siècle et début du XVIIIe siècle.
- La maison du numéro 2 et sa voisine ont fait l’objet d’une opération de façadisme voyante.
- C’est une voie animée très proche du centre comprenant des cafés et des restaurants.
- La maison du numéro 13 à l’angle de la rue des Molfonds est inscrite au Monuments historiques depuis 1980

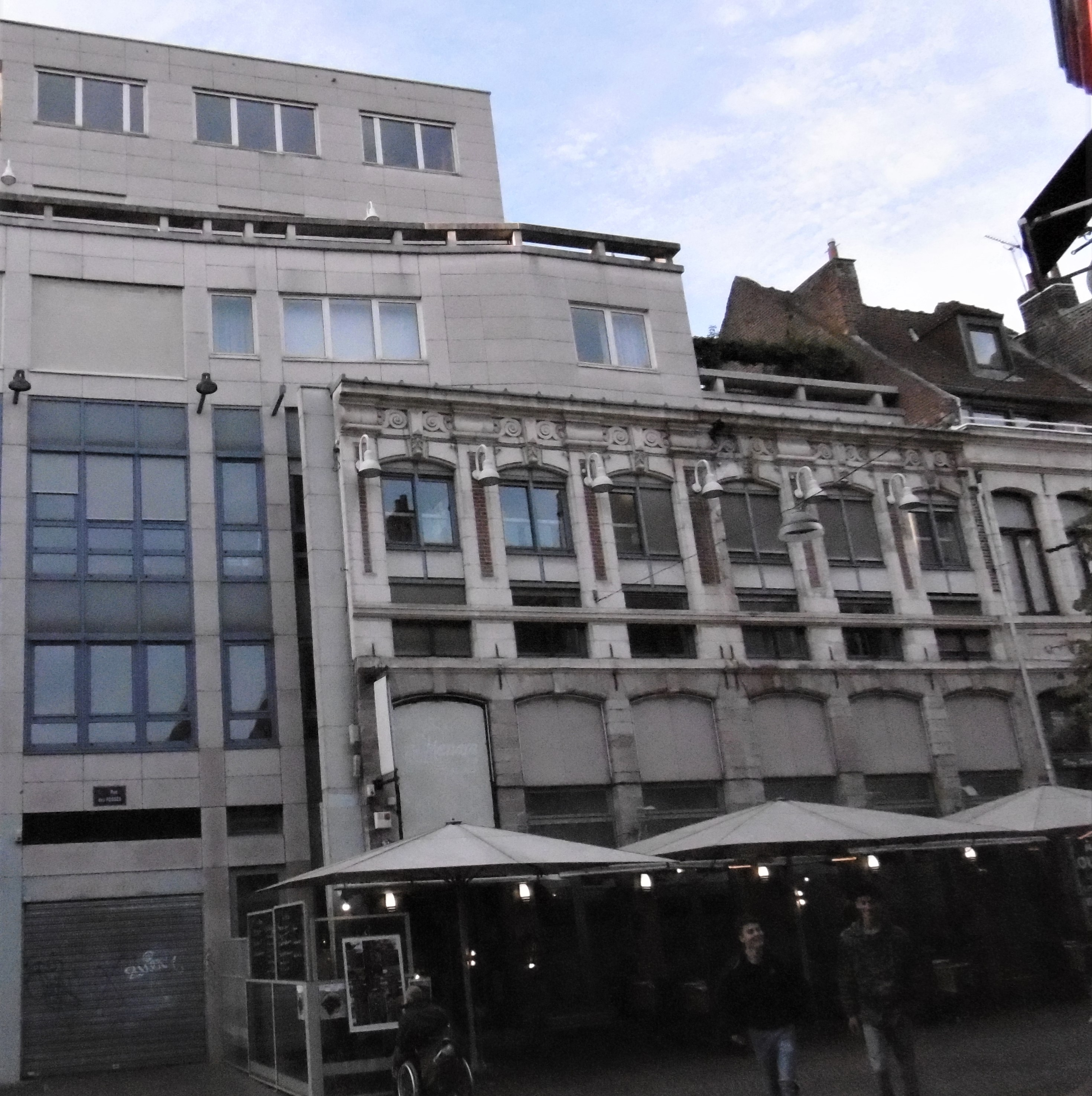
Façadisme 2 rue des Fossés
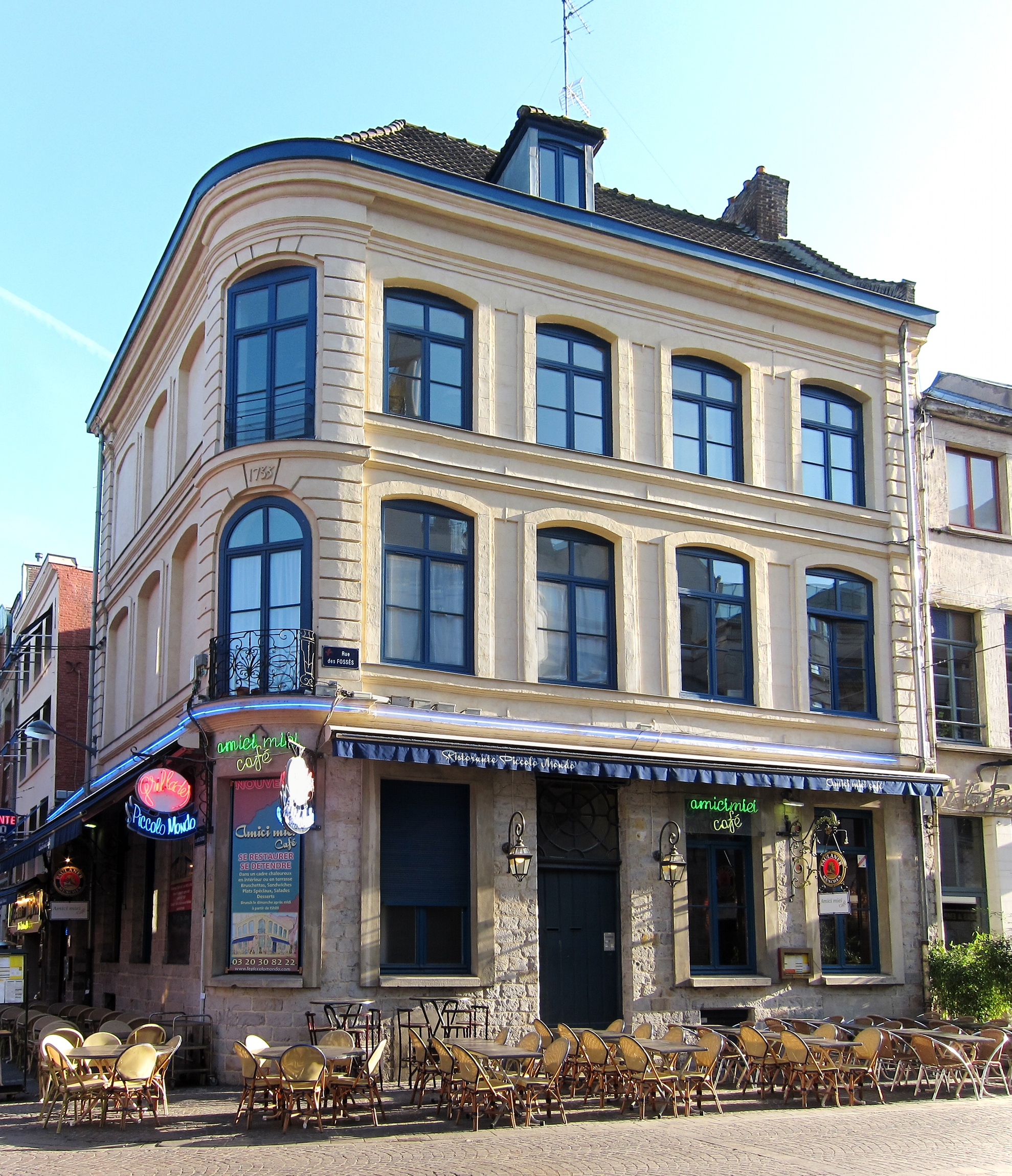
13 rue des Fossés